# Language poets

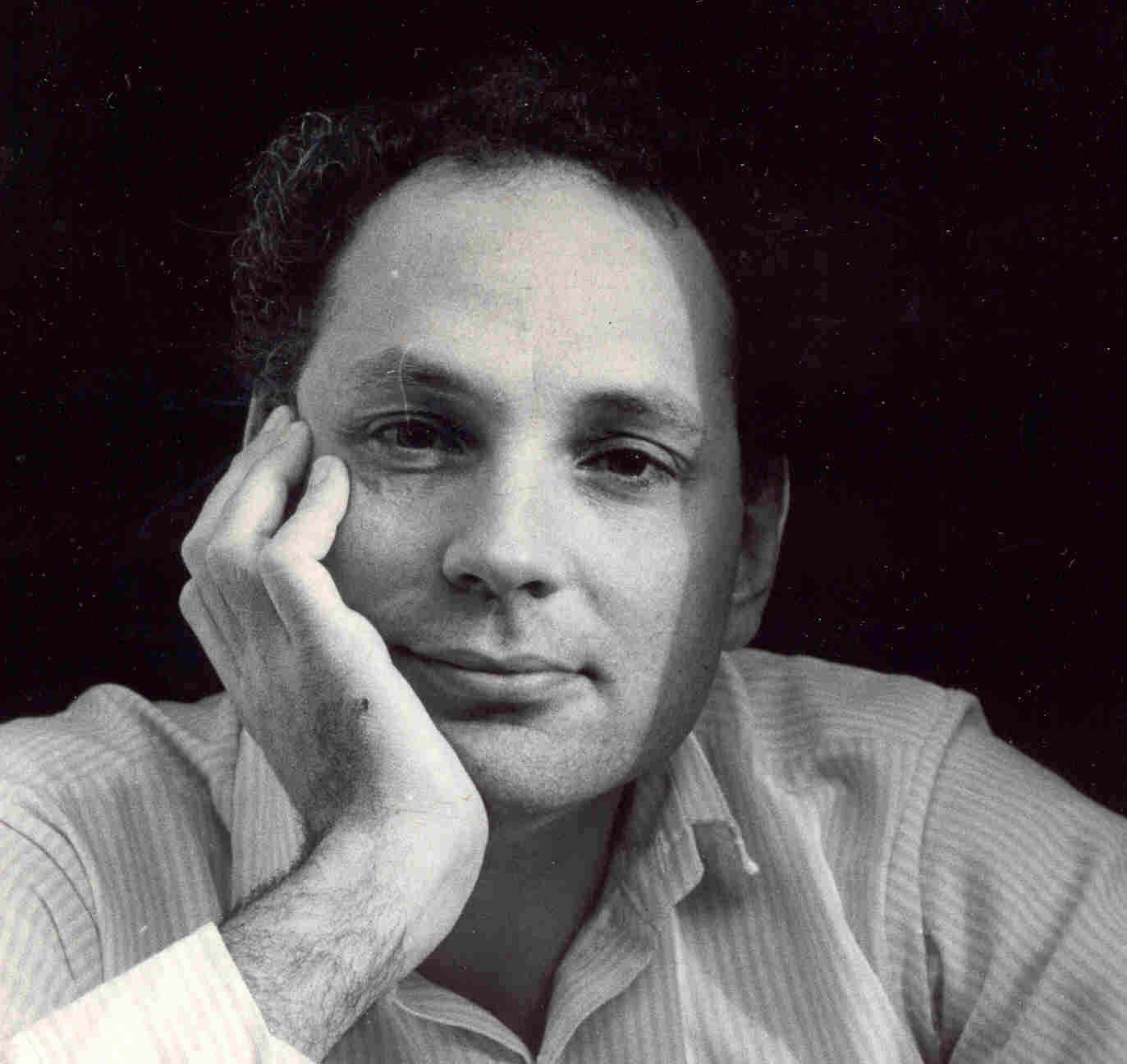
Charles Bernstein

Language poetry / poets / school (jiné názvy: L=A=N=G=U=A=G=E poetry/poets) je jazykově zaměřené psaní. Je to americká básnická škola 70. let 20. století, pojmenovaná podle magazínu L=A=N=G=U=A=G=E, který vycházel od roku 1978.
Škola Language poetry vznikla počátkem sedmdesátých let jako reakce na americkou tradicionalistickou poezii a její žánry. Čerpala svou inspiraci ze dvou básnických škol - Black Mountain Poets a New York School. Jazyková poezie zdůrazňuje čtenářovu roli při pochopení smyslu díla. Přínos této školy spočívá hlavně ve zdůraznění jazykové stránky básně a ve vytvoření cesty pro čtenáře interagovat s dílem. Škola byla spojována s politickou levicí a byla soustředěna kolem různých literárních časopisů 70. let, například revue This a revue L = A = N = G = U = A = G = E.
Klíčovým elementem poezie Language school je idea, že řeč vyjadřovaná nahlas je významově důraznější než psané slovo. Škola hledala cestu jak ovlivnit čtenáře textem, přičemž byla zdůrazňována účast čtenáře při čtení díla a vytváření si vlastního názoru. Rozpadem poetické řeči předešlých básnických směrů byl umožněn vznik jiné cesty jak přiblížit čtenáři význam textu. Tuto poezii analyzovali různí autoři ve svých esejích. Psali o poetice básníků této školy, jedna z nejznámějších je esej Rona Sillimana The New Sentence (Nová věta). Básnířka Lyn Hejinian napsala soubor esejů The Language of Inquiry (Vyšetřování řeči, 2000), vytvořený během posledních 25 let[kdy?]. V úvodu ke sbírce zmiňuje význam řeči v díle:
| „ | Language is nothing but meanings, and meanings are nothing but a flow of Contexts. Such Contexts rarely COALESCE into images, rarely come to terms. They are transitions, transmutations, the endless radiating of denotation into relation. | Jazyk není nic jiného než význam a význam není nic jiného než tok kontextů. Tyto kontexty se jen vzácně spojí v obrazy, vzácně se stanou skutečnými. Jsou to přechody, proměny, nekonečné vyzařování denotace do vztahu. | “ |

Hnutím Language poetry nebyli ovlivněni jen básníci Ron Silliman či Lyn Hejinian, ale i další autoři, například: Charles Bernstein, Barrett Watten a Bob Perelman.